# Gymnaglossum jacksonii
Gymnaglossum jacksonii là một loài thực vật có hoa trong họ Lan. Loài này được (Quirk) Rolfe mô tả khoa học đầu tiên năm 1919.